# Prelucrabilitate prin așchiere
Prelucrabilitatea prin așchiere (sau așchiabilitatea) este ușurința cu care un metal poate fi așchiat⁠(d), permițând înlăturarea de material cu o calitate satisfăcătoare a suprafeței, la costuri reduse. Materialele cu o bună prelucrabilitate necesită o putere mică de așchiere, pot fi așchiate rapid, se obține ușor o calitate bună a suprafețelor și nu cauzează o uzură semnificativă a sculelor așchietoare. Factorii care îmbunătățesc performanțele materialelor deseori micșorează prelucrabilitatea acestora.
Prelucrabilitatea prin așchiere poate fi dificil de prezis, datorită numărului mare de variabile implicate  în procesul de așchiere. Două grupe de factori sunt starea materialului de prelucrat și proprietățile fizice ale materialelor de prelucrat. Starea materialului de prelucrat include cel puțin opt factori: microstructura⁠(d), dimensiunea grăunților⁠(d), tratamentul termic, compoziția chimică, fabricarea (turnat, forjat etc), duritatea, limita de curgere, rezistența la rupere.  Proprietățile fizice sunt  modulul de elasticitate, conductibilitatea termică, dilatarea termică și ecruisarea⁠(d).

## Prelucrabilitatea prin așchiere a oțelurilor
Proprietățile fizico-mecanice, compoziția chimică și microstructura oțelului influențează asupra prelucrabilității. Astfel, repartiția feritei și cementitei datorită proprietăților acestora diferite, face ca așchierea să se producă cu forțe de așchiere diferite: la structura de perlită lamelară, forțele de așchiere sunt mai mici decât la perlita globulară; în cazul perlitei sorbitice, apăsarea specifică de așchiere (forța corespunzătoare unității de suprafață a așchiei) este  relativ mică; sorbita mărește forța de așchiere; carburile elementelor de aliere, sub formă de rețea, sau de acumulări, au o influență mică asupra forței specifice de asșchiedre.
Conținutul de carbon în oțel influențează în mare măsură prelucrabilitatea. Oțelurile cu procent mare de carbon sunt greu prelucrabile prin așchiere, deoarece pot conține carburi care uzează scula așchietoare și conduc la mărirea rugozității suprafețelor prelucrate. Pe de altă parte, carbonul în cantitate mică face ca oțelul să aibă duritate mică și la așchiere "se lipește" de scula așchietoare, formând depuneri pe tăiș, care determină micșorarea durabilității sculei. De aceea, oțelurile care au o prelucrabilitate bună sunt cele cu conținutul de carbon de 0,20%.
Odată cu creșterea rezistenței oțelului, prelucrabilitatea scade datorită măririi cantității de căldură din zona de așchiere, respectiv creșterii temperaturii. Conținutul de mangan (0,2%C, < 1,5% Mn) face să crească rezistența și să scadă plasticitatea oțelului.Fosforul micșorează plasticitatea oțelului. Sulful, în lipsa manganului, formează sulfura de fier care se interpune între grăunți, ceea ce ușurează prelucrarea. Siliciul înrăutățește prelucrabilitatea, datorită formării de incluziuni de silicați, cu efect abraziv. Elementele de aliere care formează carburi, de exemplu crom , molibden, wolfram și vanadiu înrăutățesc prelucrabilitatea datorită efectului de abrazare asupra tăișului sculei. Dintre microstructuri, cele mai bune rezultate în privința  prelucrabilității se obțin cu perlita lamelară, la oțelurile cu carbon scăzut și mediu, și perlita globulară, la oțelurile cu carbon ridicat. Microstructurile troostitice ridică dificultăți la așchiere, iar microstructurile martensitice sau bainitice sunt practic neprelucrabile cu scule metalice (se prelucrează cu scule abrazive). După călirea austenitică, prelucrabilitatea prin așchiere este foarte dificilă. La prelucrarea oțelurilor refractare , durabilitatea sculelor se micșorează, de aceea  se recomandă pentru prelucrarea acestora scule cu tăișuri lustruite, având unghiul de degajare γ = 10...15 grade și unghiul de așezare α  cât mai mare.

## Prelucrabilitatea prin așchiere a fontelor
Fontele albe sunt practic neprelucrabile (doar cu scule armate cu carburi metalice), deoarece duritatea lor normală este foarte ridicată, de 450 - 600 Brinell. Fontele cenușii sunt ușor prelucrabile, dacă nu conțin eutectic fosforos, dar, comparativ, mai greu decât oțelurile (datorită existenței de incluziuni de cementită, carburi și nisip, care au efect abraziv asupra sculelor). Grafitul îmbunătățește prelucrabilitatea, datorită efectului de ungere, dar, în grăunți mari, mărește rugozitatea. Fontele maleabile (cu grafit în cuiburi) sunt relativ ușor de prelucrat, comparativ cu fontele albe. Totuși, sunt necesare geometrii ale sculelor așchietoare  cu unghiuri de degajare negative sau dublu negative, deoarece aceste materiale au tendința de a produce așchii scurte discontinue.Fonta cea mai prelucrabilă este cea care prezintă o masă de bază perlitică fină și grafit fin uniform repartizat. Fontele  cenușii sorbitice sunt în general prelucrabile, fontele cenuții martensitice nu sunt prelucrabile, fontele austentice pot fi prelucrate. Fontele speciale tratate termic, cu duritate mnare, sunt greu prelucrabile.

## Prelucrabilitatea aluminiului și aliajelor de aluminiu
Aluminiul este un metal mult mai moale decât oțelul, de  aceea prelucrarea prin așchiere este dificilă, deoarece încarcă scula așchietoare. Pentru îmbunătățirea prelucrabilității se recurge în mod uzual la fragilizarea prin aliere.  Odată cu mărirea procentului de zinc, cupru, mangan prelucrabilitatea se îmbunătățește, însă se micșorează în cazul adaosurilor de siliciu.

## Evaluarea prelucrabilității prin așchiere
Metodele de evaluare a prelucrabilității pot fi:
-metode bazate pe încercări experimentale pentru determinarea uzurii sculelor așchietoare; acestea pot fi de lungă durată sau metode rapide (de scurtă durată);
-metode bazate pe studiul rugozității suprafețelor prelucrate;
-metode bazate pe studiul unor caracteristici ale așchiilor formate în timpul așchierii;
-metode ce iau în considerare determinarea consumului de energie solicitat în timpul așchierii.
În România au fost elaborate standarde (STAS) de evaluare a prelucrabilității:
- STAS 12797/1-90 Prelucrabilitatea oțelurilor. Metode de determinare prin găurire cu burghie din oțel rapid;
- STAS 12797/2-91 Prelucrabilitatea oțelurilor. Metode de determinare prin strunjire cu cuțite din oțel rapid și special.
- StAS 12797/3-91 Prelucrabilitatea oțelurilor. Metode de determinare prin strunjire cu cuțite cu plăcuțe schimbabile din carburi metalice sinterizate.
Indicatorii de prelucrabilitate pot fi indicatori absoluți și indicatori relativi; în ultimul caz, evaluarea prelucrabilității se face prin raportarea valorii obținute în cadrul unei anumite încercări experimentale efectuate pe materialul de studiat, la valoarea aceleiași mărimi care s-a obținut pentru un material așa-zis etalon (unul dintre materialele de mai largă utilizare și care face parte din aceeași clasă de materiale cu cea a materialului a cărui prelucrabilitate se urmărește). 

### Metoda durabilității sculei
Prelucrabilitatea poate fi măsurată pe baza durabilității sculei. Durabilitatea scade odată cu creșterea rezistenței sau durității materialului așchiat. Principalul dezavantaj al acestei metode este că durabilitatea depinde nu numai de materialul prelucrat, ci și de alți factori care includ materialul sculei așchietoare, geometria sculei, starea mașinii-unelte, fixarea sculei, viteza de așchiere, avansul, și adâncimea de așchiere.